# Fałd struny bębenkowej
Fałd struny bębenkowej, fałd młoteczkowy (łac. plica chordae tympani, plica mallearis) – w anatomii człowieka fałd błony śluzowej w jamie bębenkowej (ucho środkowe). Fałd ten pokrywa strunę bębenkową, tworząc uwypuklenie wyznaczające jej przebieg przy górnym, kostnym odcinku bocznej ściany jamy bębenkowej, przebiegające tuż przy przyśrodkowym brzegu błony bębenkowej. Dolny brzeg fałdu położony jest na początkowej części rękojeści młoteczka, przedzielającej go na dwie części: fałd młoteczkowy przedni (oprócz struny bębenkowej pokrywający także więzadło przednie młoteczka i naczynia krwionośne biegnące do szczeliny skalisto-bębenkowej) i fałd młoteczkowy tylny (biegnący do nasady odnogi długiej kowadełka).